# Uredinella spinulosa
Uredinella spinulosa är en svampart som beskrevs av Couch & Petch 1941. Uredinella spinulosa ingår i släktet Uredinella och familjen Septobasidiaceae.   Inga underarter finns listade i Catalogue of Life.